# Escut de les Alcubles
L'escut de les Alcubles és un símbol representatiu oficial de les Alcubles, municipi del País Valencià, a la comarca dels Serrans. Té el següent blasonament:
| « | Escut quadrilong de punta redona. En camp d'or, quatre pals de gules. En abisme, un quadrat recolzat en una punta, o cairó, d'atzur amb tau d'argent, somada en cap d'una estrella de huit puntes d'or. Per timbre, una corona reial oberta. | » |

## Història
Escut d'ús immemorial, va ser rehabilitat per Resolució de 9 de febrer de 2006, del conseller de Justícia, Interior i Administracions Públiques, publicada en el DOGV núm. 5.207, de 27 de febrer de 2006.
Es tracta de l'escut tradicional de la vila, que ja apareix esculpit a la façana de l'Ajuntament, amb data de 1603. Els quatre pals fan referència a la condició de les Alcubles com a vila reial que va pertànyer a Martí l'Humà i fou considerada «carrer de València». La creu de tau és l'atribut de sant Antoni, el patró local.
A l'Arxiu Històric Nacional es conserven dos segells en tinta de les Alcubles, un de l'Ajuntament i l'altre de l'Alcaldia, de 1876, on hi apareixen aquestes armories.

Segell de l'Ajuntament (AHN, 1876).
Segell de l'Alcaldia (AHN, 1876).